# Пломенец
Пломенец (пол. Płomieniec) — деревня в Польше, расположенная в Мазовецком воеводстве, в Минском повете, в гмине Мрозы. Расположена примерно в 12 км к югу от Мрозы, в 25 км к юго-востоку от Минска Мазовецкого и в 62 км к востоку от Варшавы.
Во второй половине XVI века в Гарволинском повяте Черской земле Мазовецкого воеводства упоминается деревня шляхты. В 1975—1998 годах административно принадлежала к Седлецкому воеводству.
Верующие Римско-католической костела принадлежат к приходу Св. Войцеха в Иерусалиме.
Некоторые сцены из сериала «Ранчо» (дом Solejuków) снимались в Пломенец. В этой деревне также были сняты сцены гонок на телегах, известные по с фильма Ранчо Вилковые.

## Население
По данным переписи населения и жилищного фонда 2011 года, население деревни Płomieniec составляет 136 человек.

## Галерея

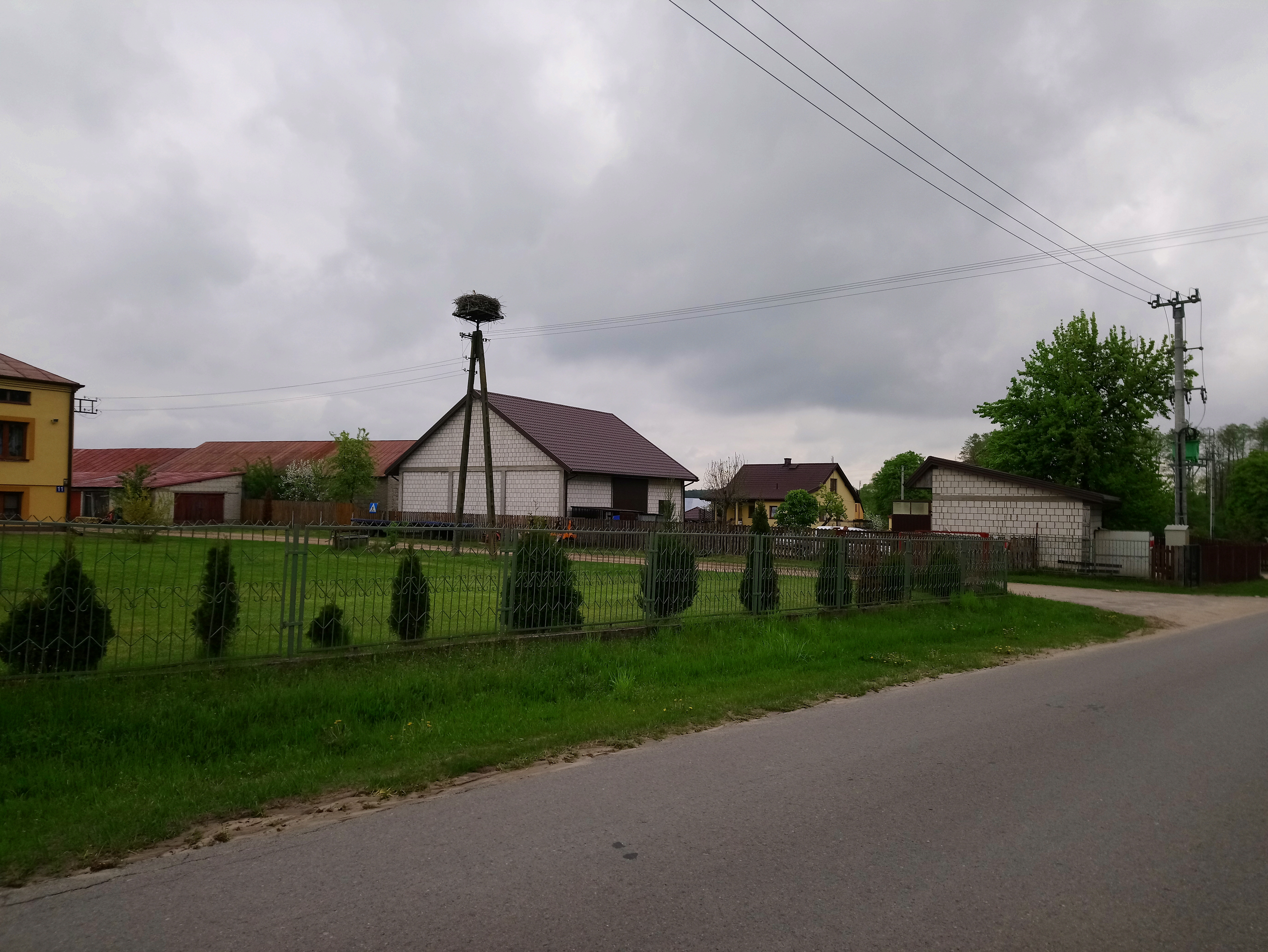
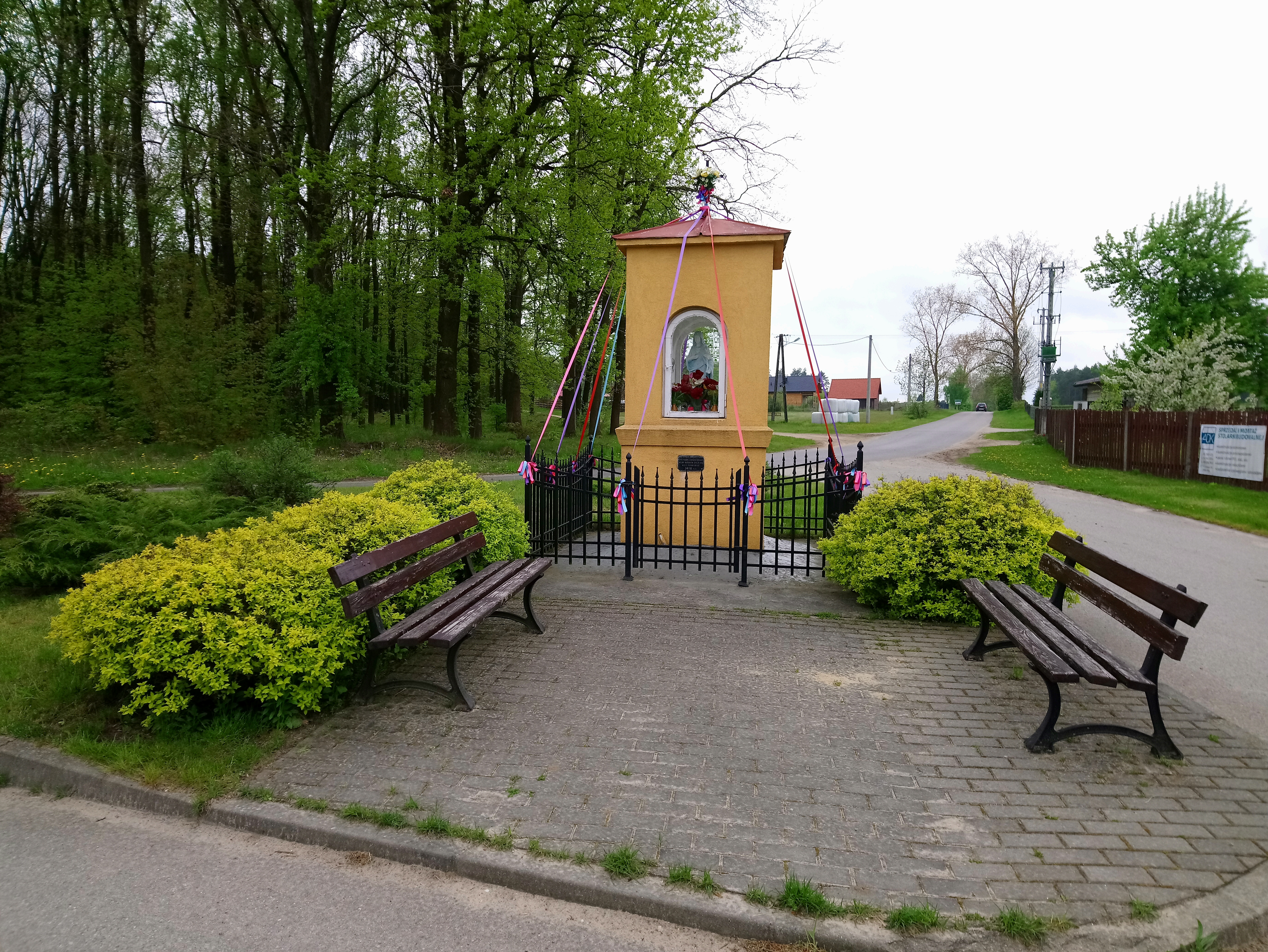
Придорожная часовенка
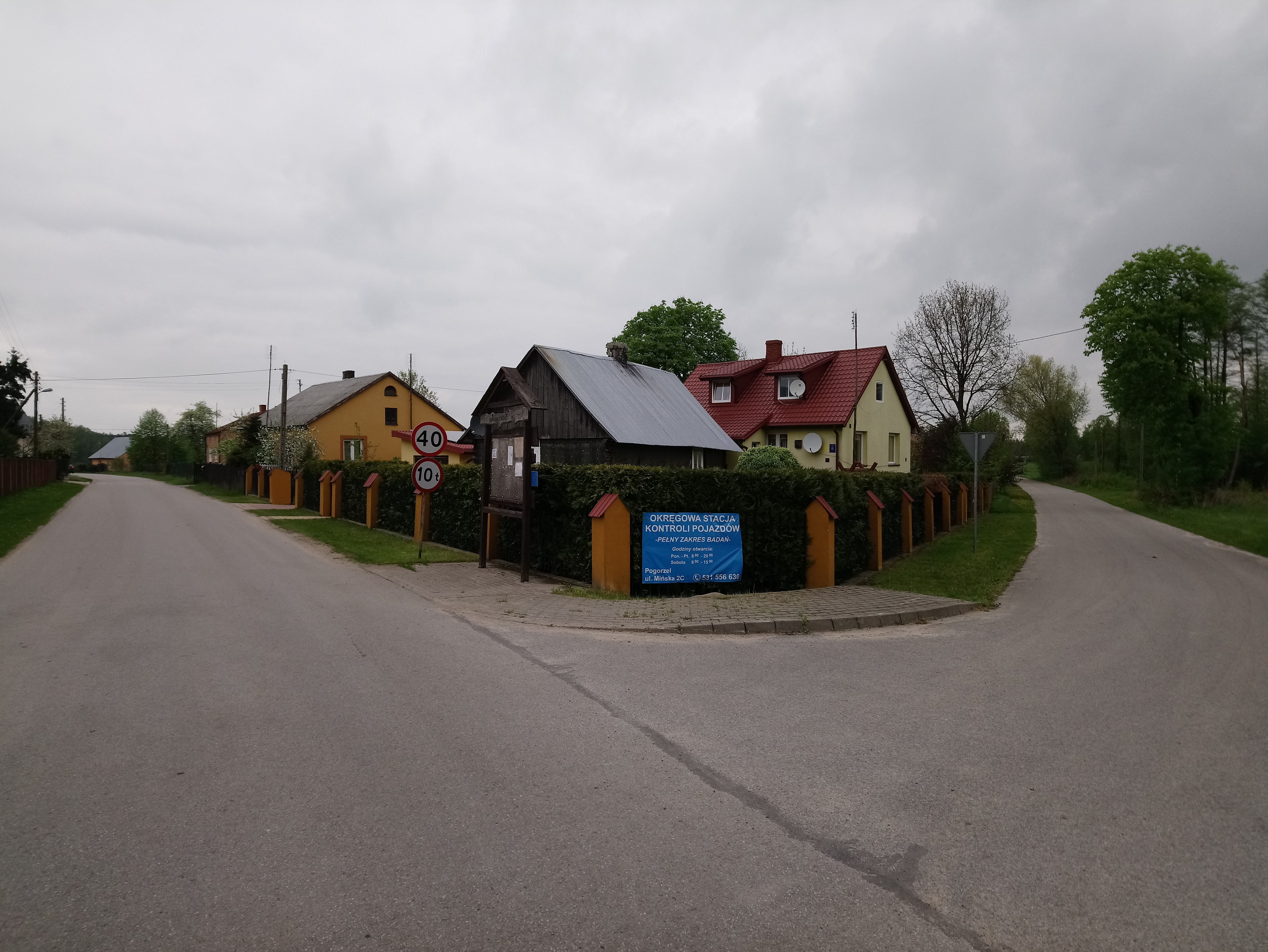
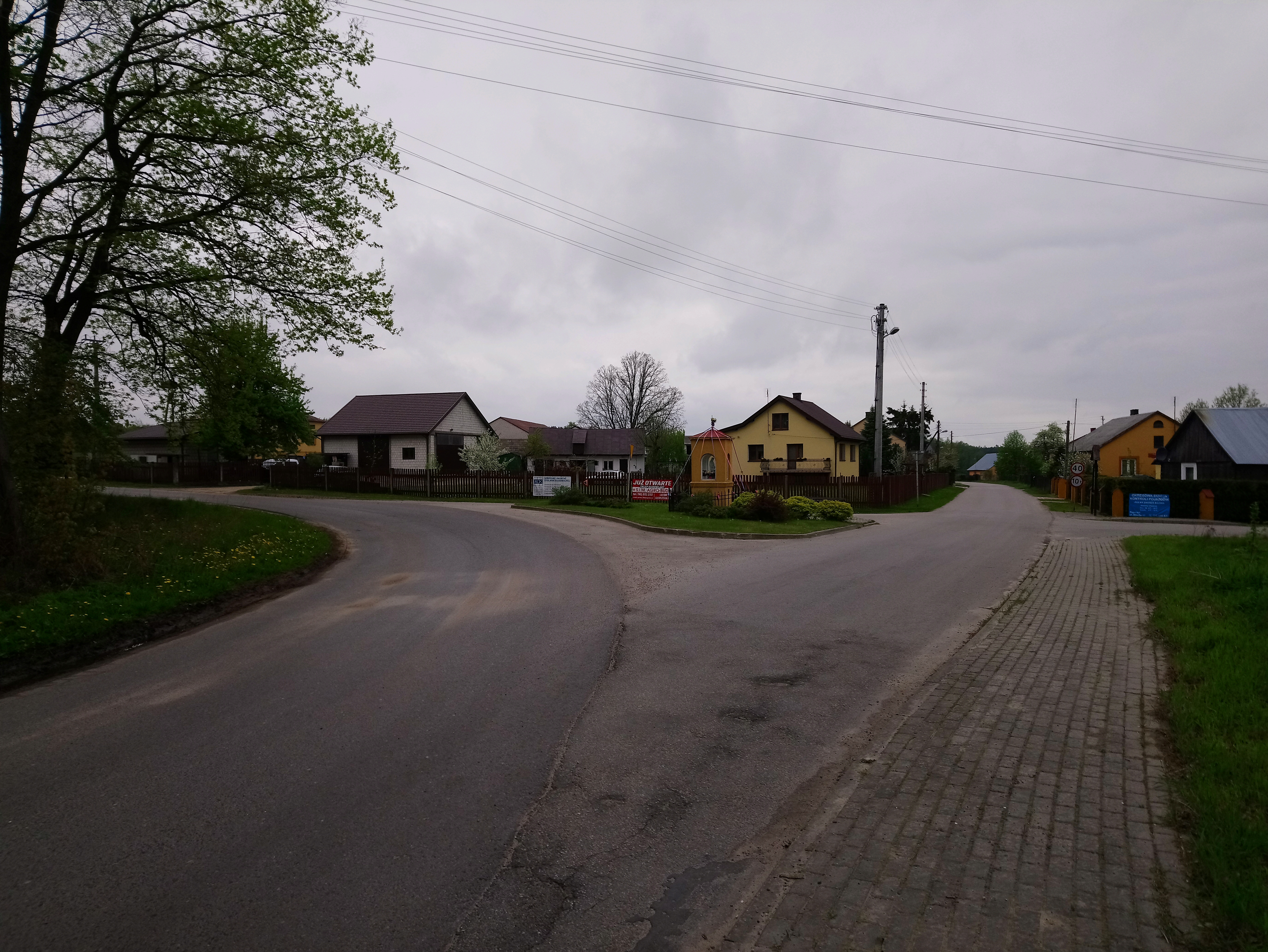
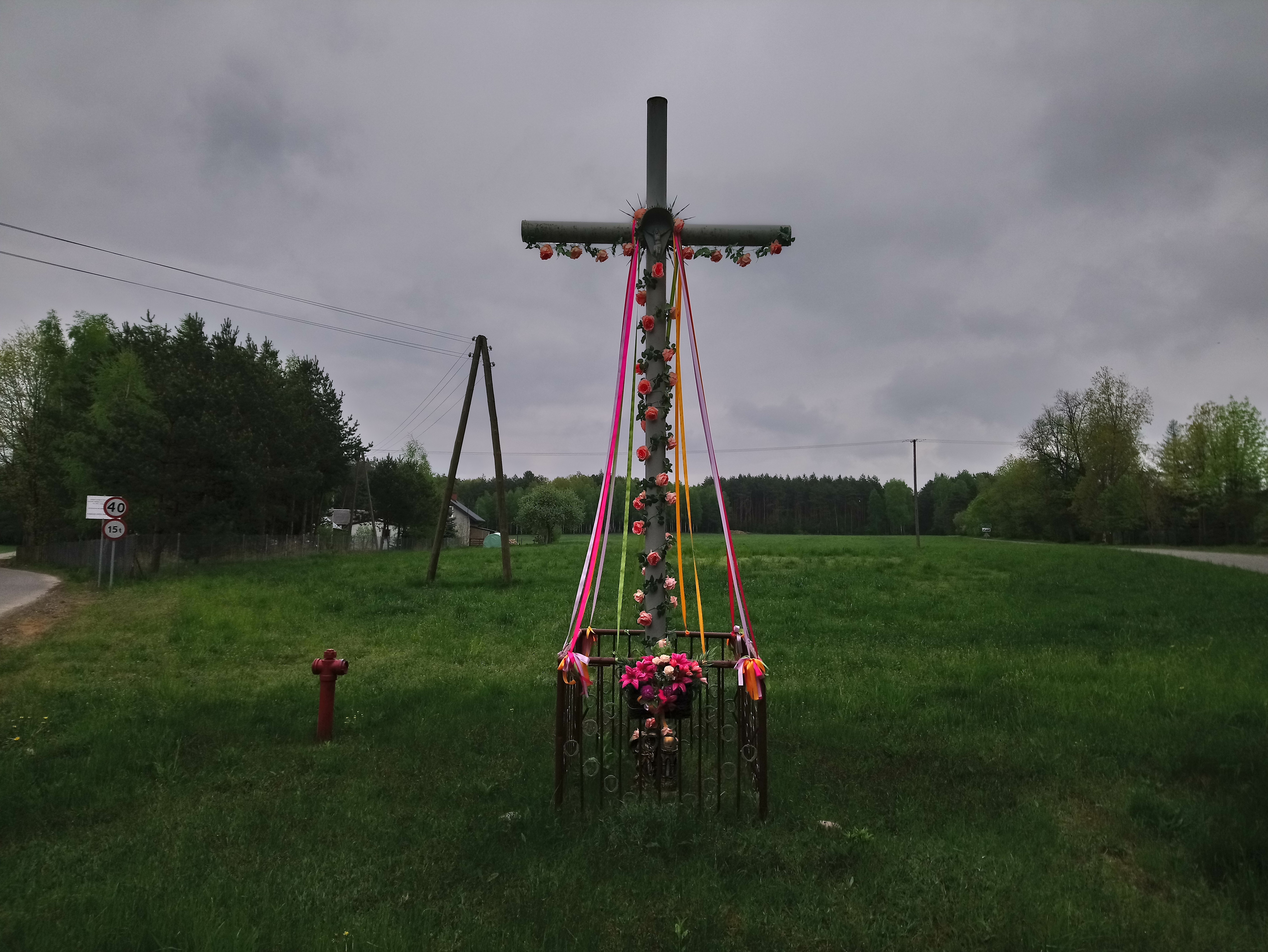
Придорожный крест